# Trocnadella melichari
Trocnadella melichari är en insektsart som beskrevs av Oshanin 1912. Trocnadella melichari ingår i släktet Trocnadella och familjen dvärgstritar. Inga underarter finns listade i Catalogue of Life.